# Hägglund & Söner

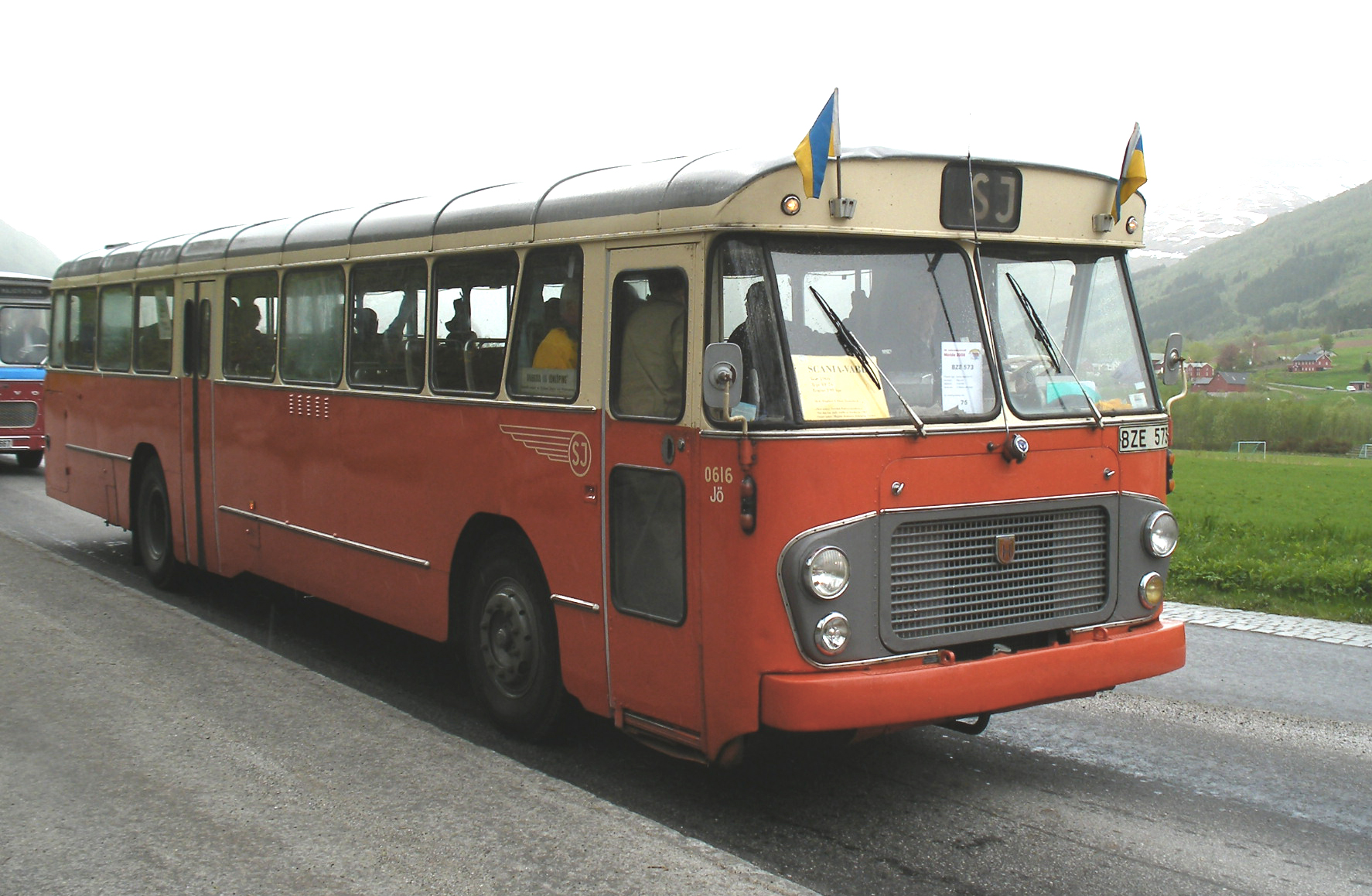
Buss på Scania-Vabis BF7659-chassi, levererad 1966 till Statens Järnvägars Biltrafik

Hägglund & Söner var en verkstadskoncern i Gullänget i Örnsköldsvik.
Företaget var under en period Norrlands största möbeltillverkare och senare Norrlands största verkstadsföretag med tillverkning av bland annat busskarrosser, bussar, lastmaskiner, spårvagnar och militärfordon. Bolaget delades upp på 1990-talet och de tidigare verksamheterna återfinns i flera olika bolag. 

## Historik
Hägglund & Söner grundades 1899 på den egna gården i Gullänget som en snickeriverkstad av Johan Hägglund. Det var ett utpräglat familjebolag under ledning av Johan Hägglund och hans maka Hulda. Hulda avled i början av 1920-talet och Johan Hägglund blev vid samma tid svårt sjuk. Ledningen av bolaget gick nu över till sönerna. Våren 1922 bildade Johan Hägglund tillsammans med de äldre av sina åtta söner Hägglund & Söner. Pappan fanns kvar som informell ledare  i över 40 år till sin bortgång 1956. Varje arbetsdag skedde ett morgonmöte i pappans kök genom en sillfrukost.
Företaget inriktade sig nu huvudsakligen på att utöka möbeltillverkningen men kom med bilismens frammarsch även att ägna sig åt tillverkning av karosserier till bilar om bussar, vilket snart blev den främsta produkten och ett område där Hägglund & söner blev Sverigeledande. VD-posten överläts 1933 på sonen Pelle Hägglund. Företaget växte och på 1920-talet blev man Norrlands största möbeltillverkare och senare till ett av Norrlands största verkstadsföretag med tillverkning av bland annat busskarosser (från 1921-1922) och bussar (från 1924), lyftverktyg, lastmaskiner, spårvagnar (från 1932) och flygplan. 

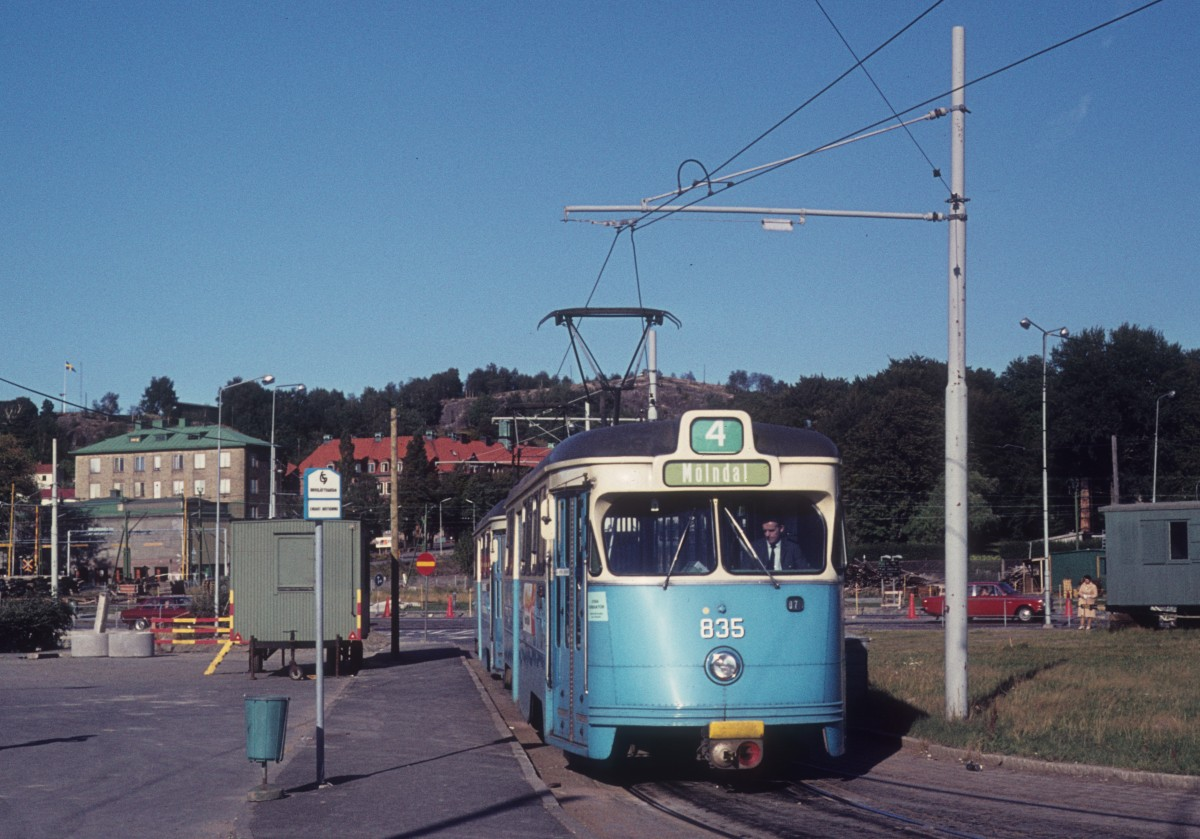
Hägglund & Söner tillverkade modellen M29 för Göteborgs Spårvägar. Modellen har varit trafik i över 50 år.

1932 levererades de första spårvagnarna till spårvägen i Sundsvall-Skön. 1939 inleddes tillverkningen av spårvagnar på allvar med Göteborgs Stad som första kund. 1944 följde tillverkning av spårvagnar till Stockholms stad och Ängbybanan. Göteborg och Stockholm kom att bli de största kunderna men spårvagnar levererades även till bland annat Norrköping, Malmö och Gävle. Hägglund & Söner kom senare att tillverka flera av tunnelbanevagnarna som trafikerar Stockholms tunnelbana. 
Under andra världskriget upptogs flera nya tillverkningar, bland annat flygplan för försvarets räkning . Hägglunds fick kontraktet på 120 flygplan av modellen Bücker Bü 181 Bestmann 1942. I mars 1943 startade tillverkningen av detaljer och i september samma år startade monteringen av det första flygplanet. Det blev klart i februari 1944. De sista 19 flygplanen blev klara i januari–april 1946.
För försvaret tillverkades även Sjuktransportbuss 702. Från åtta anställda 1922 hade hans företag 1944 1 000 anställda. Under andra världskriget tillverkades gengasapparater enligt System Svedberg, en konstruktion skapad av ingenjören Axel Svedberg. Utvecklingen skedde i samarbete med Scania-Vabis.
1948 började Hägglunds tillverka gruvlok åt LKAB. Produktionen fanns kvar till slutet av 1960-talet men hade redan i slutet av 50-talet tappat i betydelse då LKAB slutade med spårtrafik i sina gruvor. Efterhand utvecklades andra gruvmaskiner, bland annat genom licenstillverkning av maskiner från amerikanska Joy Manufacturing Company.

### Kraftig expansion
På 1950-talet växte efterfrågan på elmotorer kraftigt och en särskild fabrik byggdes i Örnsköldsvik för tillverkningen med en kapacitet på 90 000 motorer per år. Nu började Hägglunds & Söner satsa alltmer på export. Samtidigt växte tillverkningen av spårvagnar, bland annat genom en stororder från Göteborgs Spårvägar och Oslos spårväg genom licenstillverkningen hos Hønefoss karosseriverksted. En annan stor kund blev Statens Järnvägar som beställde rälsbussar och boggier. Under 1950-talet tillverkades många olika produkter vid sidan av kärnverksamheten: avfallskvarnar, startapparater, bärbara elverk och frekvensomformare. Hägglund & Söner ägde även skidtillverkaren Splitkein.
På 1950-talet inleddes också den militära produktionen hos Hägglunds. En milstolpe för företaget blev den första serietillverkningen för försvarsmakten 1959 som också var den ditintills största ordern för Hägglunds. Det var en ombyggnad av en stridsvagn till den nya modellen pansarbandvagn 301. Infanterikanonvagn 91 utvecklades av Hägglund och Söner för den svenska armén med den första prototypen klar 1969.
Fartygskranar och hydraulmotorer blev nya produkter. Hydraulmotorerna var först enbart komponenter för fartygskranarna men blev sedan en separat produkt. Den första hydraulmotorn såldes till Landsverk i Landskrona i börjana på 1960-talet. 1960-talet var en tid av stark expansion och fabriken i Örnsköldsvik byggdes ut 1964 och ett centrallager uppfördes 1966. En ny fabrik byggdes i Mellansel. Produktion fanns även i Stockholm, Malmö, Halmstad, Sundsvall och Långviksmon (Nordbetong – idag Strängbetong).

### Kris och omstrukturering

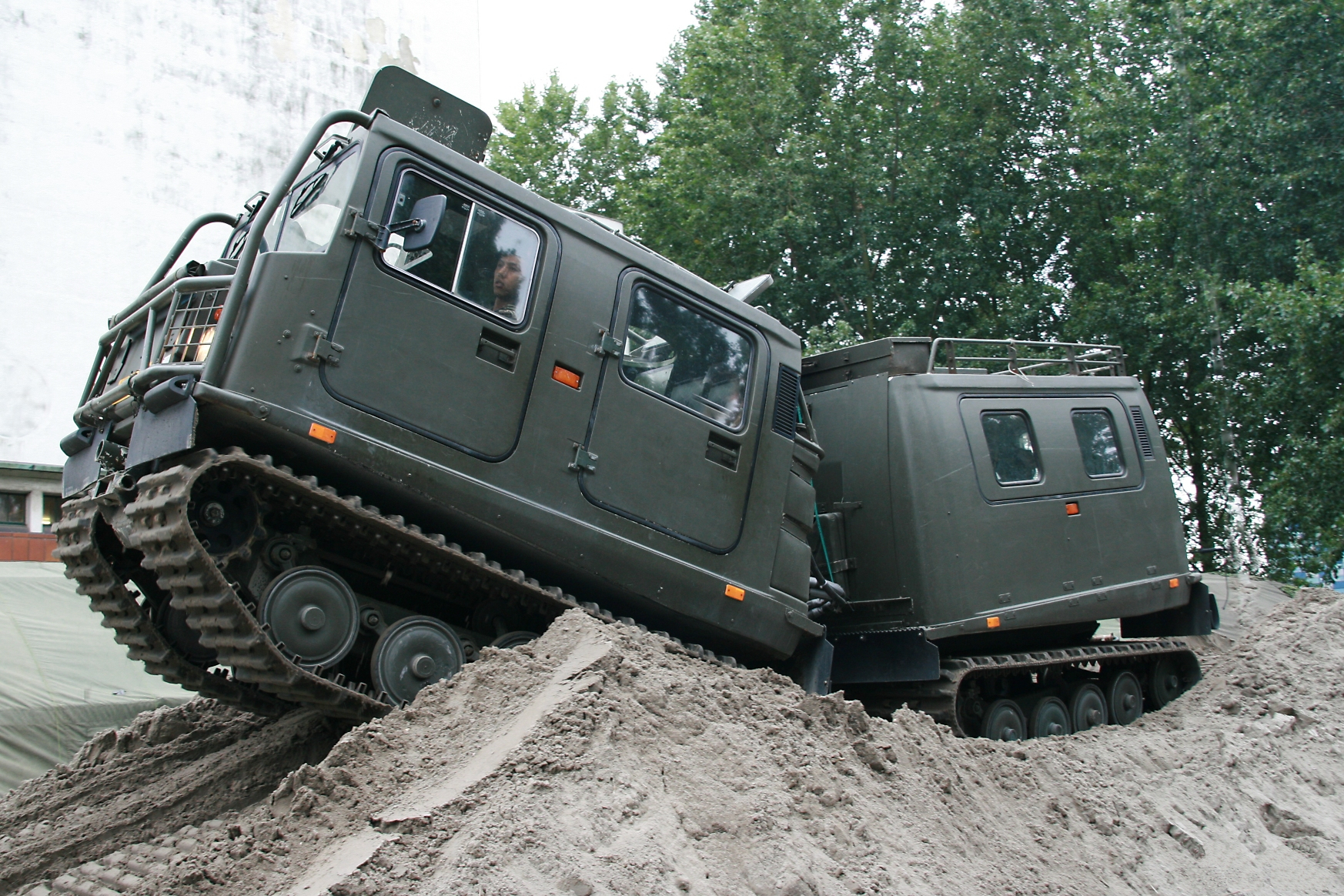
Bandvagn 206.

Olof Hägglund blev ny vd 1964 sedan brodern Pelle Hägglund insjuknat. 1967 blev Thore Hägglöf ny vd. 1967 hamnade Hägglund & Söner i en likviditetskris och konkursen var nära. De stora investeringarna till följd av expansionen hade krävt mycket kapital. Krisen ledde till att en tredjedel av bolaget såldes av. Bland annat el- och svetsverksamheten och tillverkningen av elmotorer. Samtidigt strukturerades företaget och fick olika divisioner. Antalet produkter minskade och bolaget fokuserade på utvalda områden. Men utmaningarna fortsatte för bolaget och i en rapport som Asea lät ta fram 1971 togs svag finansiering, och stort varulager upp som negativa faktorer. 1972 sålde familjen Hägglund sitt bolag till Asea.
En stor satsning på 1970-talet var utvecklingen av Bandvagn 206/208 åt försvaret. Hägglunds storsatsade och hade 25 konstruktörer, 10 testare och 30 verkstadsingenjörer som tillsammans tillbringade 600 000 utvecklingstimmar till en kostnad av 200 miljoner kronor. 1979 beställde Armén 3500 exemplar av bandvagnen och tilläggsbeställde ytterligare 1000 vagnar. 
1974 tillverkades den sista bussen. Efter utförsäljningar och nedläggningar av produkter som startat på 1960-talet hade Hägglunds i början på 1980-talet fyra produktgrupper: hydraulik, fordon, fartygskranar och tunnelmaskiner. Bert-Olof Svanholm som var vice verkställande direktör i Asea utsågs till styrelseordförande 1982.

### Uppdelning av Hägglunds

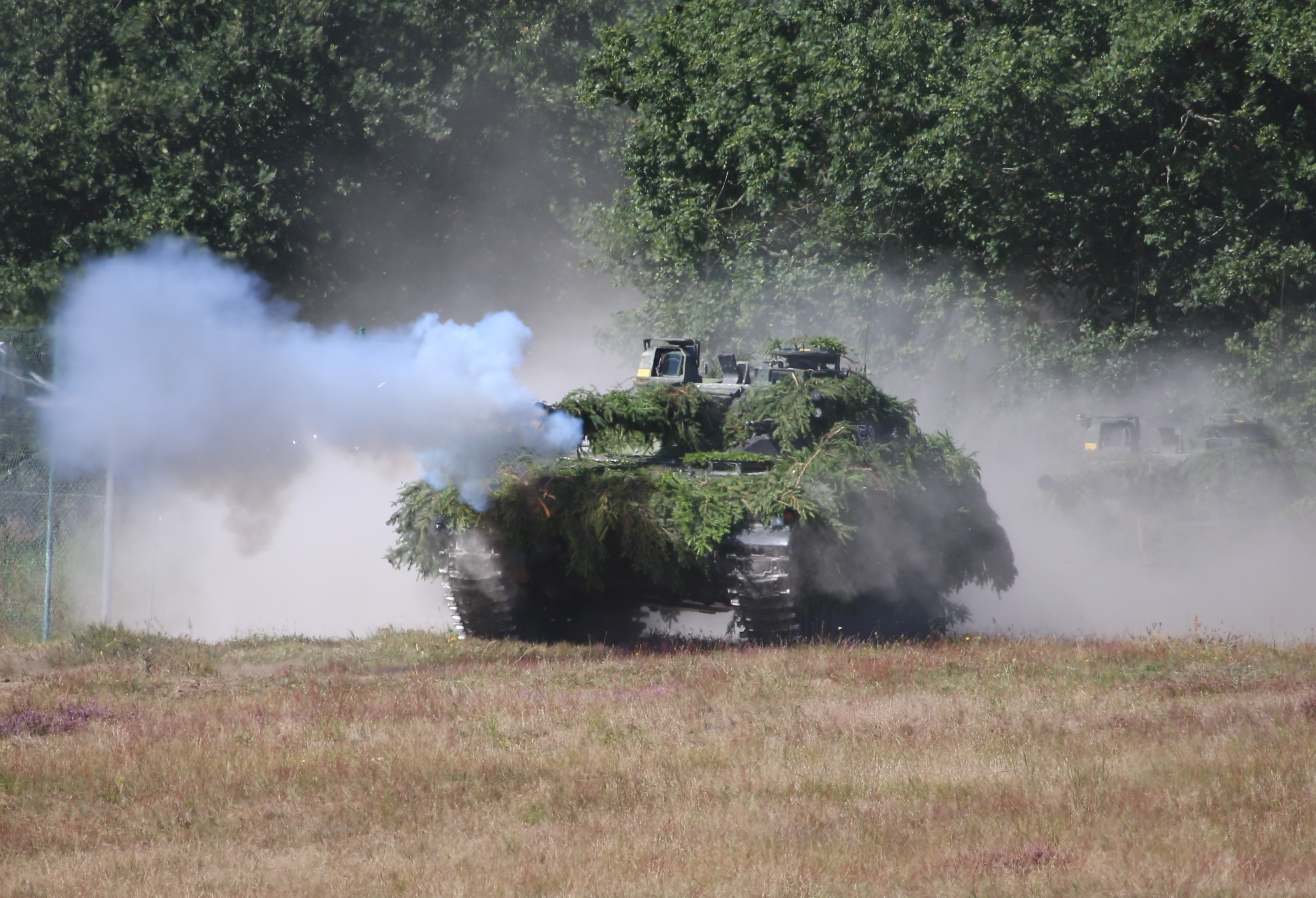
Hägglunds CV9040 (Strf 90).

Efter fusionen mellan ASEA och Brown Boveri till ABB 1988 bolagiserades de fyra divisionerna.. 1993 avvecklades det ursprungliga Hägglunds genom att moderbolaget lades ned och dotterbolagen blev självständiga. De tre bolagen var Hägglunds Vehicle, Hägglunds Hydraulics och Hägglunds Marine. Rälsfordonstillverkningen hade redan i slutet av 1980-talet avyttrats till ASEA Traction. Verksamhetsdelen "Traction" slogs ihop med ABB Traction och flyttades till Kalmar. 
- Den militära delen såldes 1997 till brittiska Alvis och namnändrades till Alvis Hägglunds med huvudkontor i Örnsköldsvik och dotterbolaget Hägglunds Moelv i Norge och delägda Patria Hägglunds i Finland. Alvis köptes senare 2004 av BAE Systems efter en budstrid med General Dynamics och dotterbolaget i Sverige namnändrades till BAE Systems Hägglunds.
- Hägglunds Marine med fartygs- och andra kranar sammanslogs med MacGregor-Naviere inom MacGregor Group och ingår numera i Cargotec.
- Verksamhetsdelen med hydraulmotorer blev Hägglunds Drives i Mellansel, såldes till Atle AB, ägdes under flera år av Ratos och ägs numera av Bosch, namnändrad till Bosch Rexroth AB.
- Gruvmaskindivisionen övertogs av tidigare anställda, som bildade företaget Rock Machines. Efter en konkurs, övertogs tillverkningen 2009 av GIA Industri AB och flyttade till Grängesberg. Den ingår numera i Epiroc.

De tidigare Hägglundsföretagen är stora industrier i Örnsköldsvik och Mellansel och är några av de viktigaste arbetsplatserna där:
- BAE Systems Hägglunds tillverkar stridsfordon och andra former av bandfordon.
- MacGregor Cranes har i stort sett flyttat all tillverkning till Asien, men fortfarande är ett hundratal personer sysselsatta i Örnsköldsvik med bland annat konstruktionsarbete.
- Bosch Rexroth AB i Mellansel tillverkar hydraulmotorer.

Under ett antal år ägdes Denison Hydraulics av Hägglunds och företaget hette då Hägglunds Denison Drives AB.

## Fordon
- Infanterikanonvagn 91
- Stridsfordon 90
- Splitterskyddad enhetsplattform
- Bv 206
- Bv 308
- Bv 309
- Pbv 302
- Bv 410

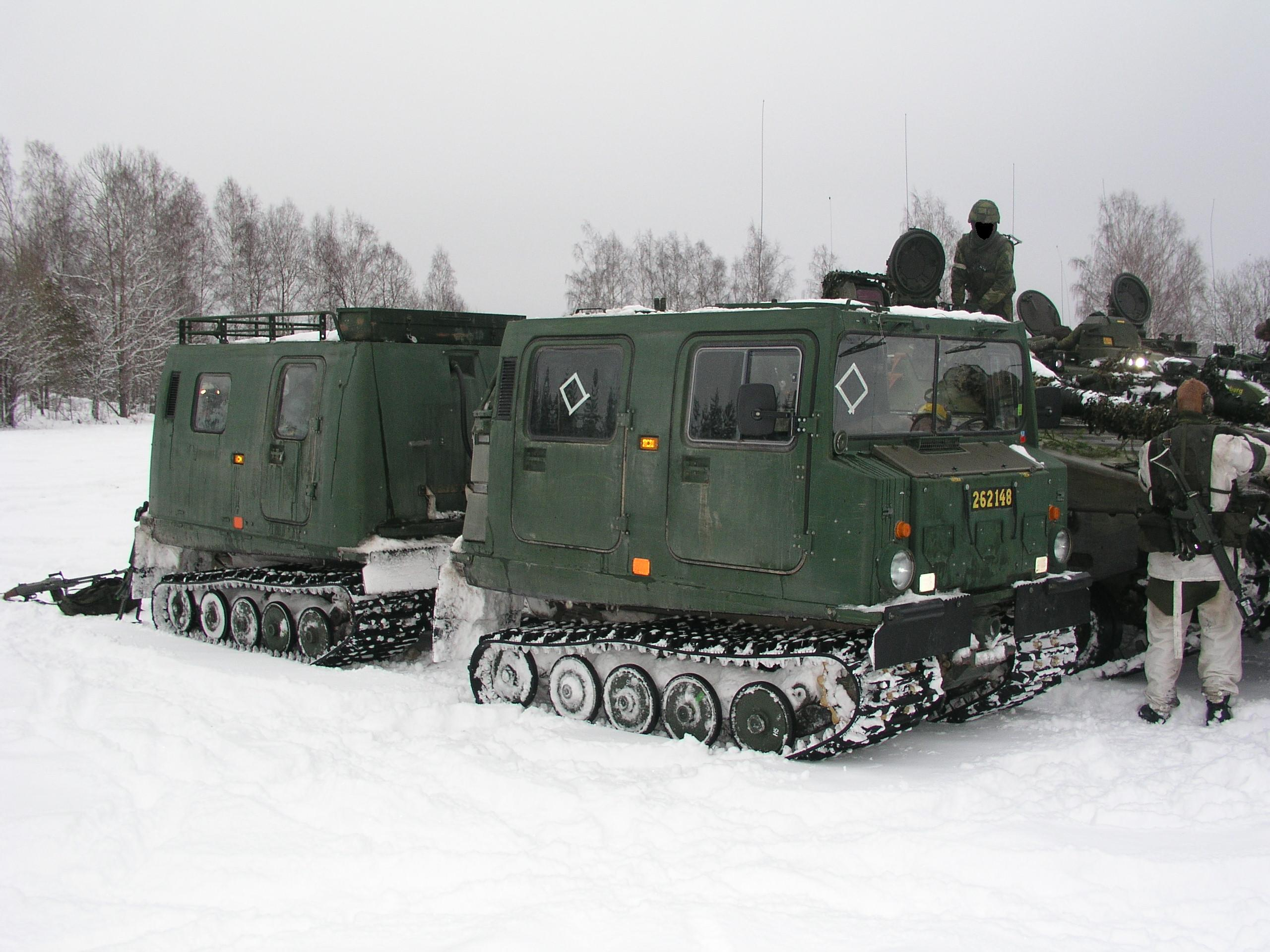
Hägglunds Bv206.
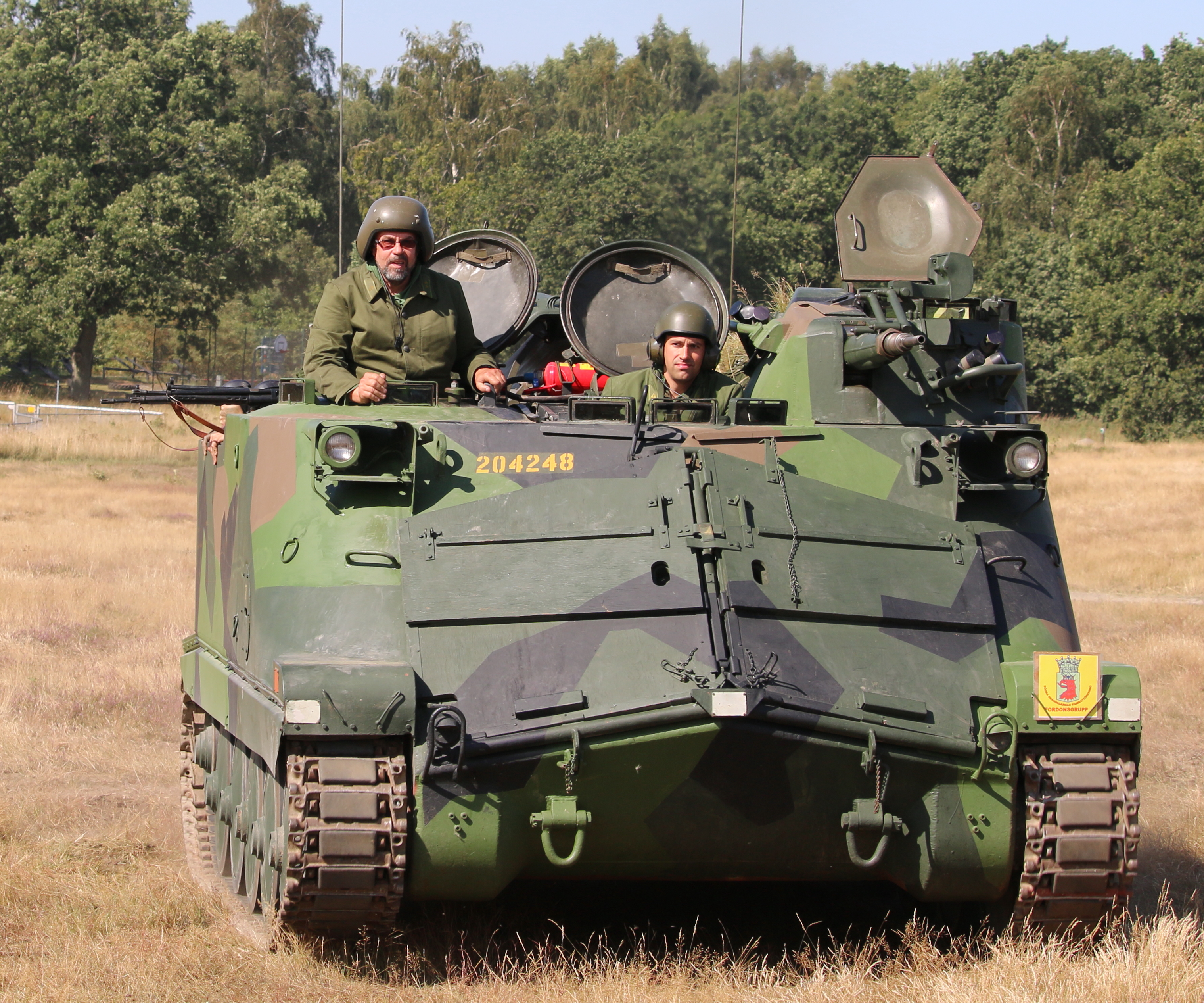
Pansarbandvagn 302
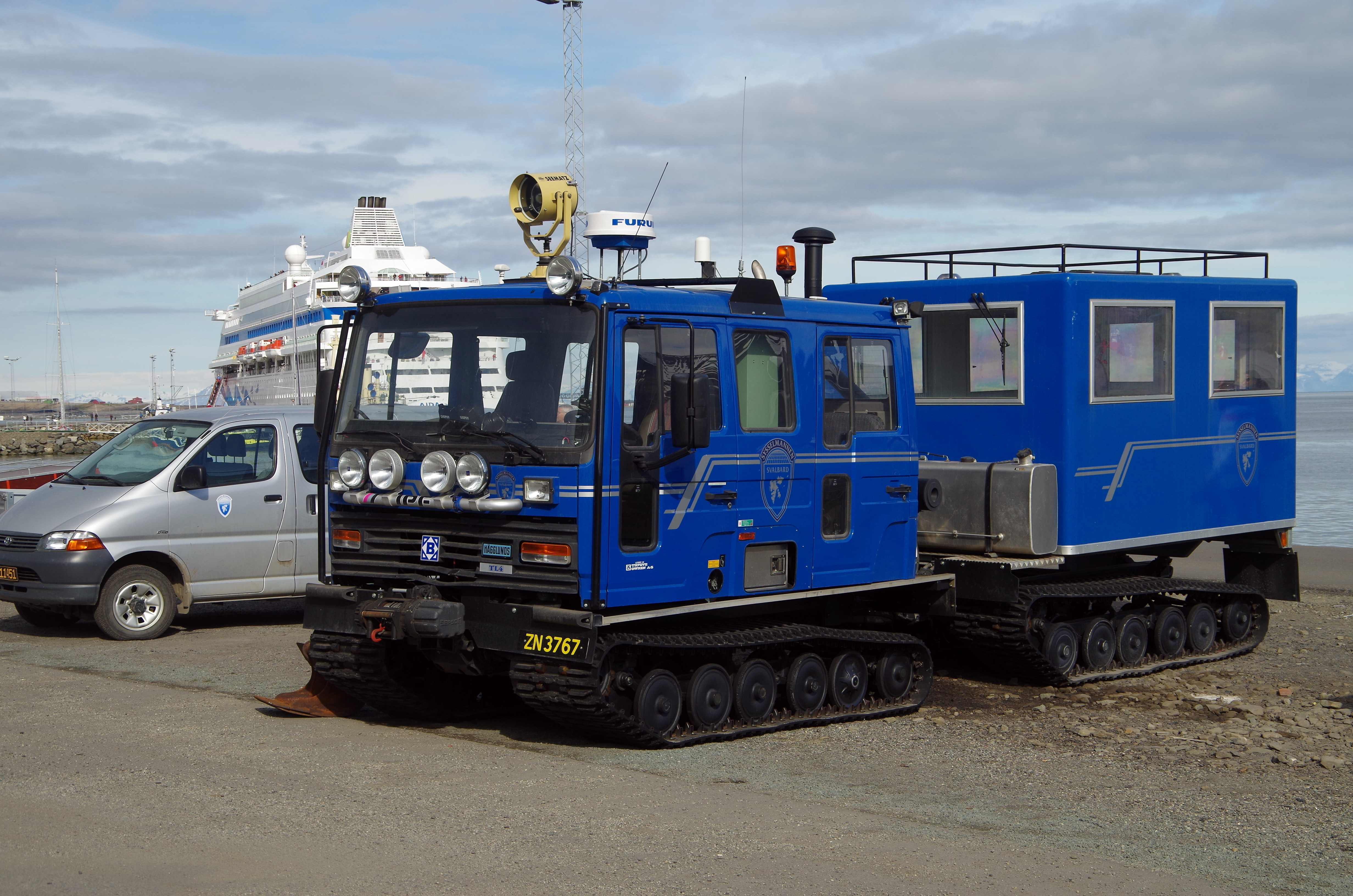
Bandvagn, utrustad med radar, i hamnen i Longyearbyen

## Spårvagnar
- M23
- M25
- M29
- M58